# Typ 17 (Schiffstyp)
Die Frachtschiffe der Baureihe Typ 17 waren Mehrzweck-Stückgutschiffe der Warnow-Werft.

## Geschichte
Hergestellt wurde die Serie von 1968 bis 1972 in 34 Einheiten. Die Anzahl verteilte sich auf zwölf Schiffe des Typs 17 und vierzehn Schiffe des Typs 17 B für die Sowjetunion sowie jeweils vier Schiffe des Typs 17 KID und des Typs 17 KIE für Indien. Vorgesehen waren die als Volldecker ausgeführten Schiffe vorwiegend für den kombinierten Transport von Stückgut, Industrieausrüstungen und Schüttgut, sowie ab dem Typ 17 KIE auch Container, Kühlladung und Süßöl. Während die Schiffe des Typs 17 nur 8 Kräne mit einer Hebekraft bis zu 5 t als Ladegeschirr besaßen, war der Typ 17B zusätzlich mit einem 60 t Schwergutladebaum unter Wegfall von 2 Kränen ausgerüstet. Dessen lasttragenden Masten prägten das Erscheinungsbild des Typs 17B wesentlich.
- Erstes Schiff der Serie war die am 19. Juni 1968 übergebene Irkutsk mit der Baunummer 301. Das Schiff fuhr bis 1996 und wurde ab dem 27. Juni 1996 in Alang abgebrochen.[2]
- Letztes Schiff der Baureihe war die am 30. August 1972 mit der Baunummer 326 abgelieferte Nikolay Tulpin. Das Schiff wurde 1996 in Un Dok-1 umbenannt und ab Januar 2001 in Chittagong verschrottet.[3]
- Die Jalamorari war das einzige Schiff der Serie, das sank. In der Nacht vom 15. auf den 16. Dezember 1982 ging das Schiff in einem Sturm im Pazifik, 700 Seemeilen vor Coos Bay, Oregon, unter, wobei infolge von Unterkühlung ein Mann der 61 Besatzungsmitglieder verstarb.[4]

## Technik
Angetrieben wurden die Schiffe von einem direkt auf den Festpropeller wirkenden 7061 kW Zweitakt-Dieselmotor des Typs K8Z70/120E, den der Hersteller VEB Dieselmotorenwerk Rostock in Lizenz der MAN fertigte.
Die zunächst mit einem herkömmlichen Steven und ab dem 31sten Schiff mit einem Wulstbug versehenen Rümpfe mit Spiegelheck sind in Sektionsbauweise zusammengefügt.

## Die Schiffe der Serie
| Die Frachtmotorschiffe des Typ 17 | Die Frachtmotorschiffe des Typ 17 | Die Frachtmotorschiffe des Typ 17 | Die Frachtmotorschiffe des Typ 17 | Die Frachtmotorschiffe des Typ 17 | Die Frachtmotorschiffe des Typ 17 |
| Bauname                           | Bau- nummer                       | Ausführung                        | Ablieferung                       | IMO- Nummer                       | Umbenennungen und Verbleib |
| --------------------------------- | --------------------------------- | --------------------------------- | --------------------------------- | --------------------------------- | --- |
| Irkutsk                           | 301                               | Typ 17                            | 19.06.1968                        | 6806901                           | ab 27.06.1996 in Alang abgebrochen. |
| Izmail                            | 302                               | Typ 17                            | -                                 | 6905692                           | ab 08.01.1999 in Chittagong abgebrochen. |
| Izhora                            | 303                               | Typ 17                            | -                                 | 6905680                           | ab 28.03.1993 in Nantong abgebrochen. |
| Ilovaysk                          | 304                               | Typ 17                            | -                                 | 6905678                           | 1976 Santiago de Cuba, ab 08.05.1997 in Alang abgebrochen.                                                                                   |
| Tula                              | 305                               | Typ 17                            | 01.05.1969                        | 6912956                           | 1992 Iokasti, ab 24.12.1994 in Alang abgebrochen.                                                                                            |
| Karaganda                         | 306                               | Typ 17                            | 01.06.1969                        | 6912889                           | 1994 Feuer im Schiff, ausgebrannt, ab 22.05.1995 in Aliaga abgebrochen.                                                                      |
| Akademik Rykachyev                | 307                               | Typ 17                            | 01.08.1969                        | 6923474                           | ab 19.11.1994 in Alang abgebrochen. |
| Akademik Shukov                   | 308                               | Typ 17                            | -                                 | 6923486                           | 1996 Aristo 1, ab 03.11.1996 in Alang abgebrochen.                                                                                           |
| Akademik Yuryev                   | 309                               | Typ 17                            | 01.10.1969                        | 6928668                           | 1993 Ismini, ab 07.03.1996 abgebrochen. |
| Akademik Filatov                  | 310                               | Typ 17                            | -                                 | 6928656                           | ab 12.12.1993 in Alang abgebrochen. |
| Akademik Iosif Orbeli             | 311                               | Typ 17                            | -                                 | 7003609                           | 1996 Aristo 2, ab 01.10. 1996 in Kalkutta abgebrochen.                                                                                       |
| Professor Nikolay Baranskiy       | 312                               | Typ 17                            | -                                 | 7006481                           | 1996 Phoenician Trader, ab 10.05.1999 in Kalkutta abgebrochen.                                                                               |
| Vladimir Ilyich                   | 313                               | Typ 17 B                          | 01.03.1970                        | 7006493                           | 1996 Ocean Guard, ab 05.10.1997 in Alang abgebrochen.                                                                                        |
| Ilya Ulyanov                      | 314                               | Typ 17 B                          | -                                 | 7010092                           | 1997 Ocean Falcon, 1997 abgebrochen. |
| Aleksandr Ulyanov                 | 315                               | Typ 17 B                          | -                                 | 7023817                           | 1995 Clio, 1996 Citi Wave, ab 20.09.1998 in Alang abgebrochen.                                                                               |
| Dmitriy Ulyanov                   | 316                               | Typ 17 B                          | 01.07.1970                        | 7020504                           | 1995 Yanmit, 1996 Farhabilah, zuletzt 1996 in Chittagong gesichtet, 2004 nicht mehr im Register, Verbleib unbekannt, vermutlich abgebrochen. |
| Olga Ulyanova                     | 317                               | Typ 17 B                          | 01.09.1970                        | 7023506                           | ab 24.09.1998 in Alang abgebrochen. |
| Jalamani                          | 352                               | Typ 17 KID                        | -                                 | 7011228                           | ab 07.10.1986 in Kalkutta abgebrochen. |
| Jalamayur                         | 353                               | Typ 17 KID                        | -                                 | 7026675                           | im November 1987 zum Abbruch in Bombay eingetroffen.                                                                                         |
| Jalamatsya                        | 354                               | Typ 17 KID                        | -                                 | 7030951                           | im Januar 1989 zum Abbruch in Bombay eingetroffen.                                                                                           |
| Jalamangala                       | 355                               | Typ 17 KID                        | -                                 | 7036553                           | im März 1987 zum Abbruch in Alang eingetroffen.                                                                                              |
| Anna Ulyanova                     | 318                               | Typ 17 B                          | 01.03.1971                        | 7042411                           | 1994 Blue Ocean, ab 31.12.1994 in Alang abgebrochen.                                                                                         |
| Harry Pollitt                     | 319                               | Typ 17 B                          | 16.02.1971                        | 7052923                           | Datum ist Stapellauf, 1996 Natalie, ab 15.06.1997 in Alang abgebrochen.                                                                      |
| Valerian Kuybyshev                | 320                               | Typ 17 B                          | 08.03.1971                        | 7102338                           | Datum ist Stapellauf, 1997 Euroshipping 6, ab 17.01.1999 in Alang abgebrochen.                                                               |
| Anatoliy Lunacharskiy             | 321                               | Typ 17 B                          | 14.06.1971                        | 7111640                           | ab 28.09.1997 in Alang abgebrochen. |
| William Foster,                   | 322                               | Typ 17 B                          | 23.07.1971                        | 7119410                           | 1996 Sea Guard, ab 05.12.1997 in Alang abgebrochen.                                                                                          |
| Nikolay Pogodin                   | 323                               | Typ 17 B                          | 01.10.1971                        | 7119161                           | ab 09.02.1997 in Alang abgebrochen. |
| Jalamohan                         | 356                               | Typ 17 KIE                        | -                                 | 7110074                           | ab März 1990 in Alang abgebrochen. |
| Jalamoti                          | 357                               | Typ 17 KIE                        | -                                 | 7111717                           | im Juli 1989 in Kalkutta zum Abbruch eingetroffen.                                                                                           |
| Boris Zhemchuzhin                 | 324                               | Typ 17 B                          | 15.02.1972                        | 7129805                           | Baltic Guard, 14.01.1998 in Kalkutta abgebrochen.                                                                                            |
| Nikolay Krylenko                  | 325                               | Typ 17 B                          | 07.03.1972                        | 7129790                           | 1996 Fidelity, ab 15.03.1998 in Alang abgebrochen.                                                                                           |
| Jalamorari                        | 358                               | Typ 17 KIE                        | -                                 | 7205099                           | am 15./16.12.1982 im Sturm vor British Columbia gesunken, ein Toter.                                                                         |
| Jalamokambi                       | 359                               | Typ 17 KIE                        | -                                 | 7221328                           | ab 24.02.1989 in Alang abgebrochen. |
| Nikolay Tulpin                    | 326                               | Typ 17 B                          | 30.08.1972                        | 7221316                           | 1996 Un Dok-1, ab 26.12.2000 in Chittagong abgebrochen.                                                                                      |
| Equasis, grosstonnage, Miramar    |                                   |                                   |                                   |                                   | |